# Borovany (Bor)
Borovany (německy Turban) jsou malá vesnice, část města Bor v okrese Tachov v Plzeňském kraji. Nachází se asi šest kilometrů východně od Boru. Borovany leží v katastrálním území Borovany u Boru o rozloze 9,59 km².

## Historie
První písemná zmínka o vesnici pochází z roku 1115.

## Obyvatelstvo
| Rok            | 1869 | 1880 | 1890 | 1900 | 1910 | 1921 | 1930 | 1950 | 1961 | 1970 | 1980 | 1991 | 2001 | 2011 | 2021 |
| -------------- | ---- | ---- | ---- | ---- | ---- | ---- | ---- | ---- | ---- | ---- | ---- | ---- | ---- | ---- | ---- |
| Počet obyvatel | 199  | 193  | 199  | 219  | 184  | 198  | 196  | 131  | 109  | 101  | 85   | 67   | 67   | 58   | 86   |
| Počet domů     | 34   | 37   | 37   | 38   | 38   | 38   | 39   | 38   | 39   | 20   | 18   | 23   | 25   | 26   | 29   |

## Obecní správa
Při sčítání lidu v letech 1850–1963 Borovany byly samostatnou obcí v okrese Tachov. Od roku 1964 jsou částí města Bor v okrese Tachov.

## Pamětihodnosti
- socha svatého Jiří z roku 1845 od lidového kameníka Georga Böhma[8]
- kaple

## Galerie

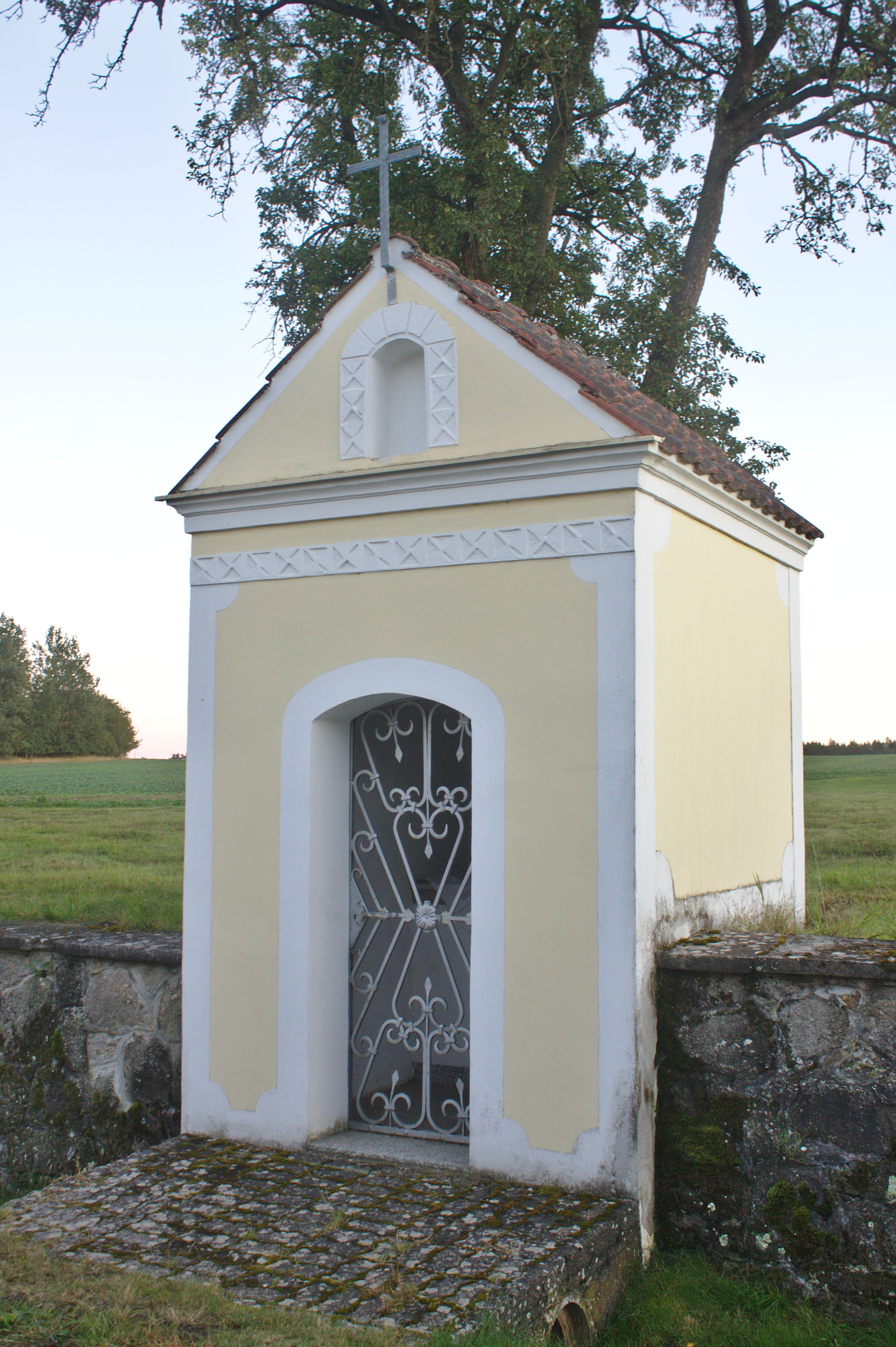
kaple
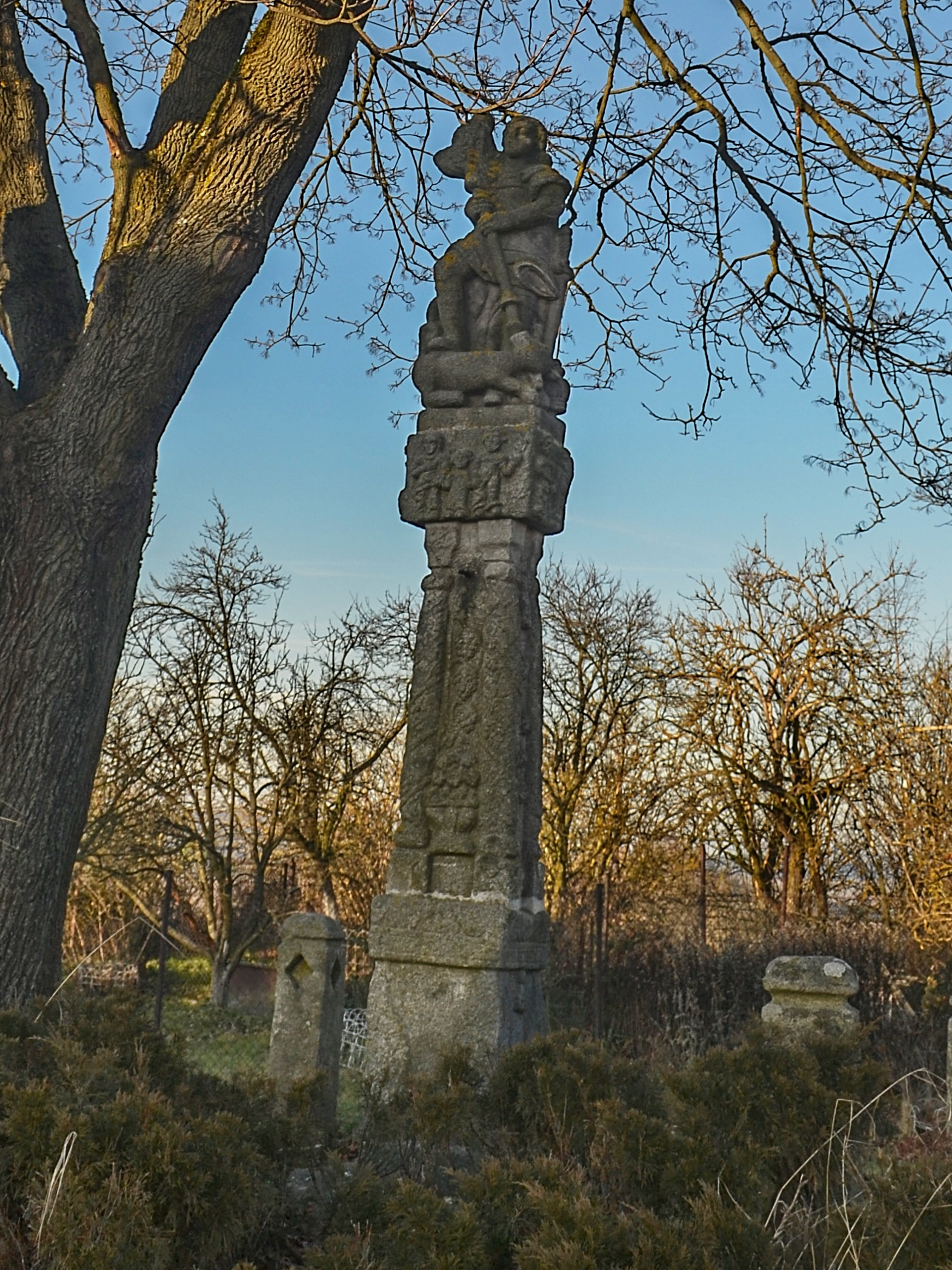
socha svatého Jiří
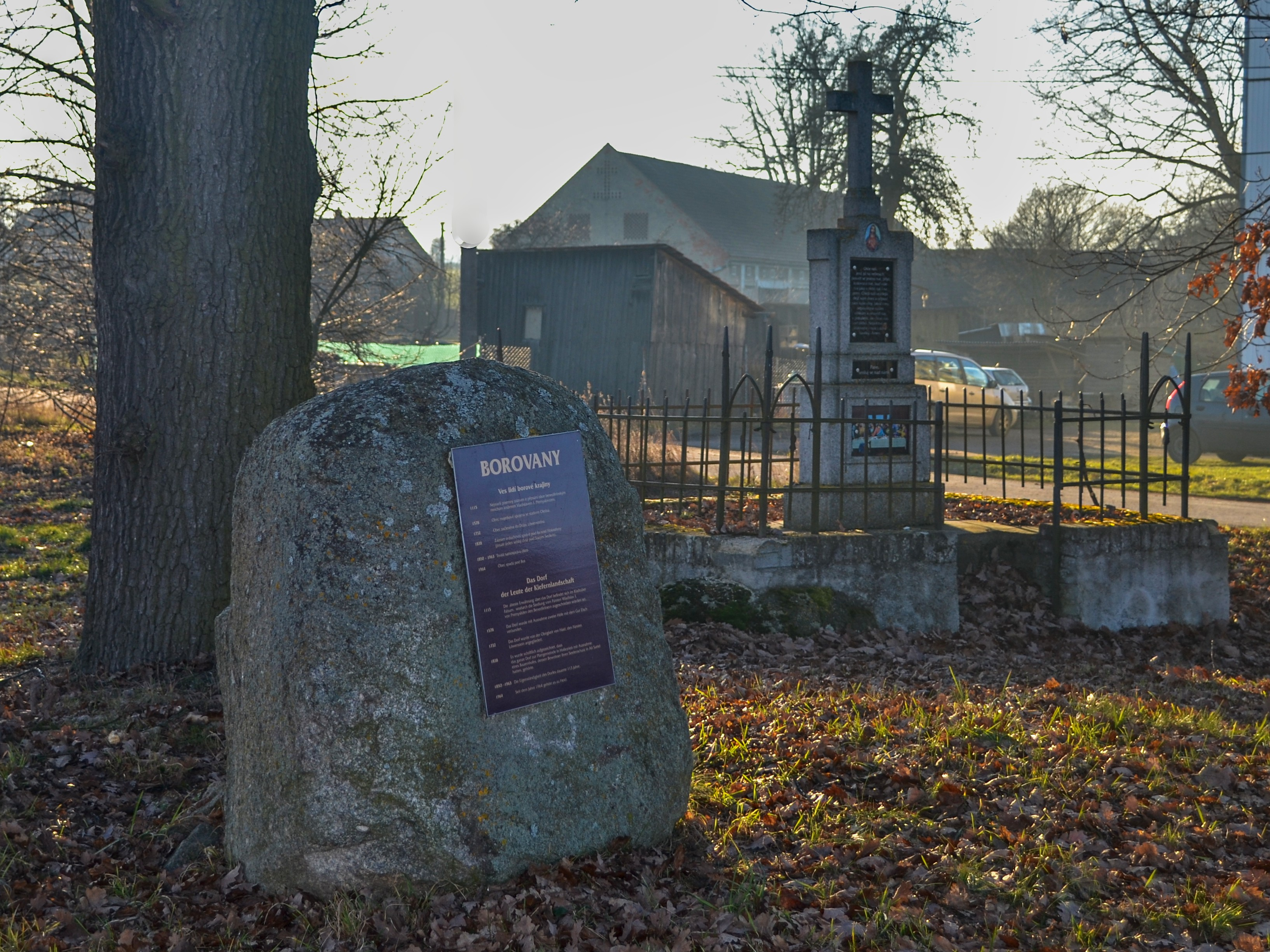
pamětní kámen